# Гузь Віталій Анатолійович
 Віталій Анатолійович Гузь — полковник Національної поліції України, учасник російсько-української війни, що відзначився під час російського вторгнення в Україну в 2022 році.
Обіймає посаду заступника начальника ГУ НП в Харківській області. Зокрема, у грудні 2016 року потрапив до скандалу пов'язаного з неповними даними вказаними в декларації. .

## Нагороди
- орден Данила Галицького» (2022) — за особисті заслуги у захисті державного суверенітету та територіальної цілісності України, мужність і самопожертву у волонтерській діяльності[3].